# Баршинський сільський округ
Ба́ршинський сільський округ (каз. Баршын ауылдық округі, рос. Баршинский сельский округ) — адміністративна одиниця у складі Нуринського району Карагандинської області Казахстану. Адміністративний центр — село Баршино.
Населення — 641 особа (2021; 895 у 2009, 2551 у 1999, 4051 у 1989).
Станом на 1989 рік існували Аршалинська сільська рада (села Калі, Каракаска, Ушкагил) та Баршинська сільська рада (села Баршино, Бестамак, Старе Баршино) у складі Кургальджинського району Цілиноградської області. 2009 року були ліквідовані села Каракаска та Старе Баршино. Тоді ж Аршалинський сільський округ (село Каракаска) був ліквідований, а територія увійшла до складу Баршинського округу.

## Склад
До складу округу входять такі населені пункти:
| Населений пункт       | Населення, осіб (1989) | Населення, осіб (1999) | Населення, осіб (2009) | Населення, осіб (2021) |
| --------------------- | ---------------------- | ---------------------- | ---------------------- | ---------------------- |
| Баршино, село         | 2144                   | 1434                   | 530                    | 622                    |
| --Каракаска, село     | 994                    | 710                    | 121                    | -                      |
| --Старе Баршино, село | 314                    | 193                    | 155                    | -                      |
| Бестамак, село        | 284                    | 124                    | 89                     | 19                     |
| Калі, село            | 155                    | 16                     | -                      | -                      |
| Ушкагил, село         | 160                    | 74                     | -                      | -                      |